# واحه العین
واحه العین (عربی: وَاحَة ٱلْعَيْن‎) بزرگ‌ترین واحه در شهر العین واقع در منطقه شرقی در امارت ابوظبی در کشور امارات متحده عربی است.

## جغرافیا
واحه العین در منطقه المتوعه در مرکز العین و شرق منطقه الجهیلی واقع شده است. مرز میان شهر العین و شهر بریمی عمان در شمال غربی است. واحه العین بزرگ‌ترین شهر منطقه است و قدمتی بیش از ۴٬۰۰۰ سال دارد. این واحه بیش از ۱٬۲۰۰ هکتار وسعت دارد و شامل بیش از ۱۴۷٬۰۰۰ درخت خرما است که ۱۰۰ نوع خرما تولید می‌کند. موزه ملی العین و قلعه سلطان بن زاید در شرق واحه و کاخ‌موزه العین در غرب آن قرار دارند. باشگاه فوتبال العین و جبل حفیت نیز در شرق آن قرار گرفته‌اند. در جنوب‌غربی واحه، ساختمان شرکت مخابرات امارات متحده عربی و بیمارستان واحه واقع شده‌اند. واحه العین به قنات الجهیلی نیز شهرت دارد که توسط زاید بن خلیفه آل نهیان بنا شده است.

## قنات

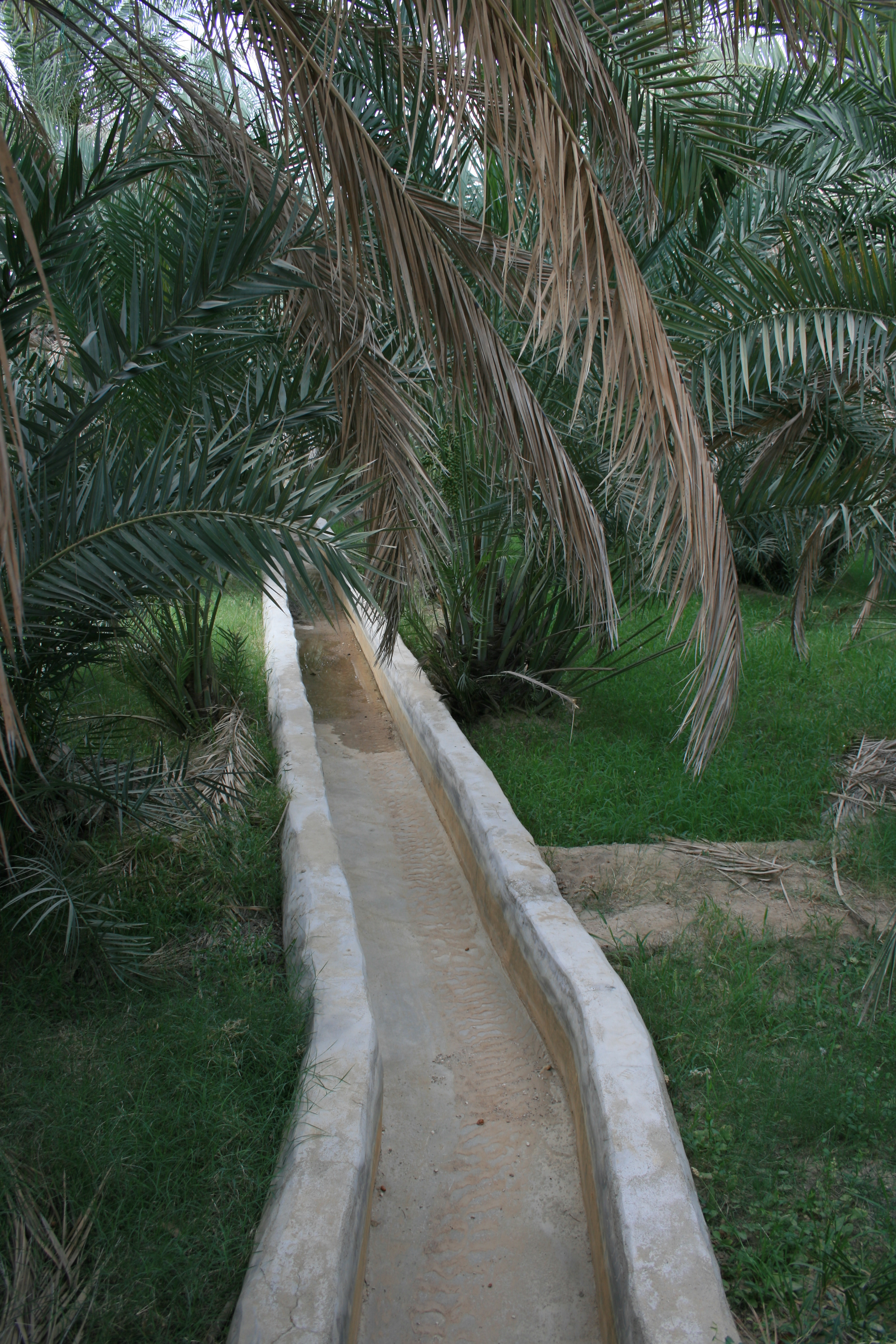
سامانه آبیاری فلج یا قنات در واحه العین

این واحه به دلیل سامانه آبیاری زیرزمینی‌اش (فلج یا قنات) شناخته شده است که آب را از چاه‌ها به مزارع آبی و نخل‌ها می‌رساند. آبیاری فلج یا قنات یک سیستم باستانی است که قدمت آن به هزاران سال پیش می‌رسد و به‌طور گسترده در عمان، امارات متحده عربی، هند، ایران و دیگر کشورها استفاده می‌شود.